# NGC 1254
NGC 1254 ist eine elliptische Galaxie vom Hubble-Typ E-S0 im Sternbild Cetus nördlich des Himmelsäquators. Sie ist schätzungsweise 511 Millionen Lichtjahre von der Milchstraße entfernt und hat einen Durchmesser von etwa 120.000 Lj.
Das Objekt wurde am 9. September 1864 von Albert Marth entdeckt.